# إتش إم إس زينث
كانت المدمرة إتش إم إس زينث (HMS Zenith) مدمرة من الفئة (زد) تابعة للبحرية الملكية بنتها شركة ويليام ديني وإخوته، في مرفأ دمبارتون. وقد وُضعت كجزء من أسطول الطوارئ العاشر، وكانت في الأصل تحمل اسم إتش إم إس ويسكس (HMS Wessex). أمضت سنواتها العشر الأولى في خدمة البحرية الملكية، قبل بيعها للبحرية المصرية، التي كانت دشنتها تحت اسم الفاتح. وكانت سفينة تدريب حتى عام 2014، وفي 2017، نُقلّ اسمها إلى سفينة جديدة، لكنها ما تزال مُدرجة في المعهد الدولي للدراسات الاستراتيجية (IISS).

## خدمتها خلال الحرب العالمية الثانية
بُناء على تكليفها وتأسيسها انضمت زينيث إلى الأسطول المحلي. ومع ذلك كانت عيوبها بحاجة إلى الإصلاح فخُصصت للخدمة في الشرق الأقصى. وشقت طريقها إلى الشرق الأقصى عبر البحر الأبيض المتوسط، لكن الحرب انتهت قبل أن تَشهد أي خدمة عملياتية.

## خدمتها بعد الحرب
خلال عام 1946، كان زينيث جزءاً من أسطول المدمرات الرابع التابع للأسطول المحلي. وفي عام 1947 وضعت تحت الاحتياط في مرفأ تشاتام، حيث ظلت فيه حتى عام 1950. وفي 17 أكتوبر 1950 قُطرت إلى شركة بناء السفن بالمرز عند نهر تاين لتجديدها. ثم وُضعت تحت الاحتياط مجدداً في ميناء هارويتش بين عامي 1951 و1954. وأُلغيّ اقتراح تحويلها إلى فرقاطة من النوع 15 وفي مايو 1955 انتقلت إلى مصر مع شقيقتها مينغس.

## خدمتها في البحرية المصرية
أشترت مصر زينيث عام 1955 ودشنتها في البحرية المصرية باسم (الفاتح). وجددتها شركة جون آي. ثورنيكروفت وشركاه في ميناء ولستون قبل أن تُبحر إلى مصر في 28 أغسطس 1956. ثم جري تحديثها عبر شركة وايت، في ميناء كاوز بين مايو 1963 ويوليو 1964. وخلال حرب أكتوبر شاركت المدمرة في عملية إغلاق مضيق باب المندب لفرض حصار بحري على ميناء إيلات الإسرائيلي الواقع على البحر الأحمر.
وقد تضاءل دور السفينة لتصبح سفينة تدريب ما زالت موجودة حتى اليوم. وقد بُذلّ العديد من المحاولات للحفاظ عليها على مر السنين، ولكن لم تصل الحكومة المصرية إلى قرار بخصوص مفاوضات بيع السفينة بحلول عام 2014.
وفي سبتمبر 2017، انتقل اسم «الفاتح» إلى أول فرقيطة (كورفيت) من الفريقطات الجديدة طراز (جويند-2500) في مصر. وقد انتقل اسم السفينة إلى الكورفيت الجديد بمثابة تكريم لدور المدمرة التاريخي التي لعبت دوراً كبيراً خلال حرب أكتوبر 1973.

## الكتب
- Marriott، Leo (1989). Royal Navy Destroyers Since 1945. Ian Allan Ltd. ISBN:0-7110-1817-0.{{استشهاد بكتاب}}:  صيانة الاستشهاد: التاريخ والسنة (link)
- Raven، Alan؛ Roberts، John (1978). War Built Destroyers O to Z Classes. London: Bivouac Books. ISBN:0-85680-010-4.
- Whitley، M. J. (1988). Destroyers of World War 2. Annapolis, Maryland: Naval Institute Press. ISBN:0-87021-326-1.

## وصلات خارجية
- HMS Zenith at Uboat.net